# 嘉手納警察署

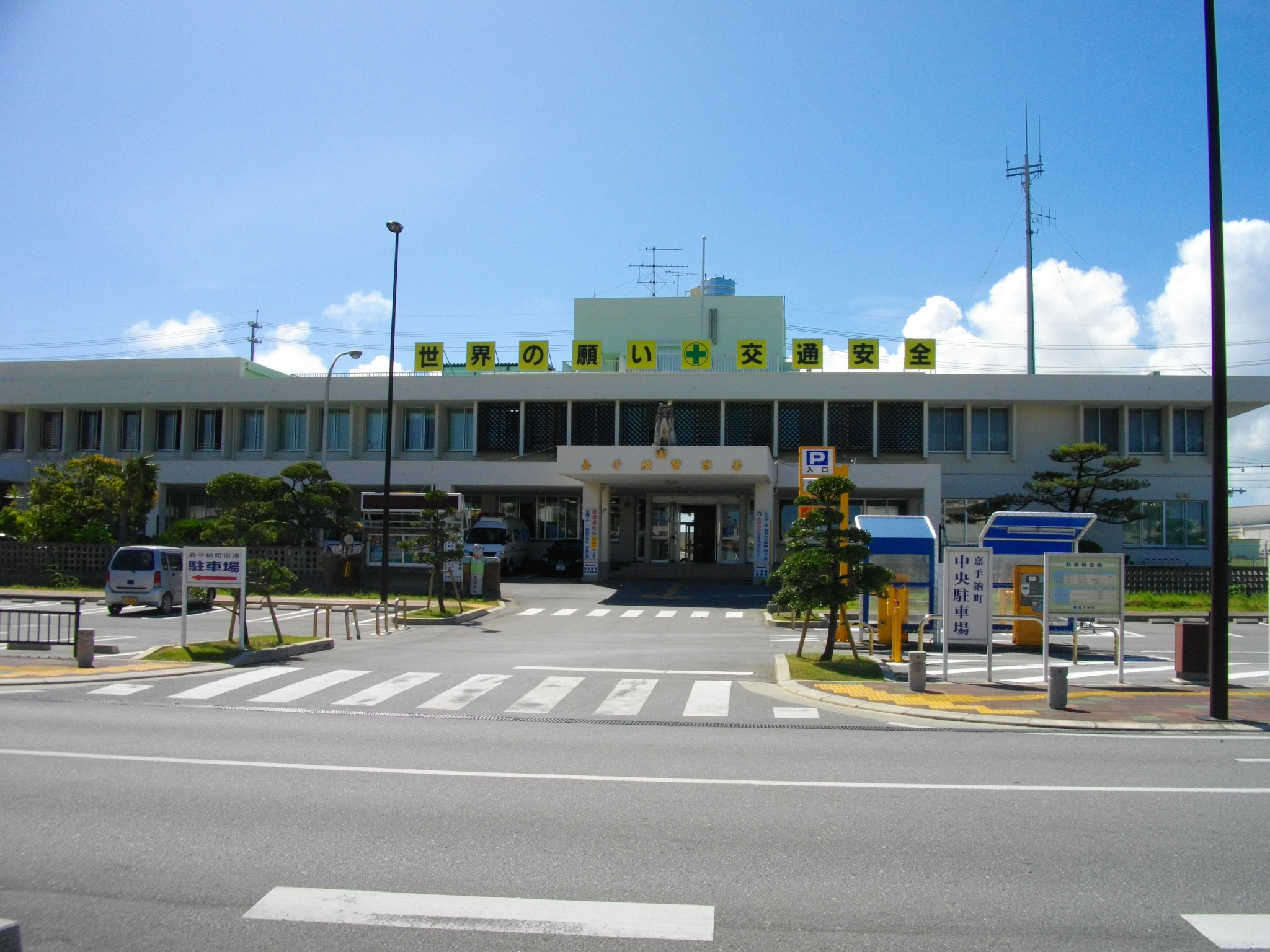
嘉手納警察署

嘉手納警察署（かでなけいさつしょ）は、沖縄県中頭郡嘉手納町嘉手納にある沖縄県警察管轄の警察署である。管轄は嘉手納町と読谷村。

## 所在地
- 沖縄県中頭郡嘉手納町字嘉手納560番地（国道58号沿い）

## 管轄区域
- 中頭郡　嘉手納町・読谷村

## 沿革
- 1983年（昭和58年）4月1日 - 現在地に新築移転。

## 交番
- 大通交番（嘉手納町字嘉手納）
- 読谷交番（読谷村字波平）※楚辺駐在所と統廃合

## 駐在所
- 古堅警察官詰所（読谷村字古堅）
- 瀬名波駐在所（読谷村字瀬名波）